# Joel Antônio Martins
Joel Antônio Martins, mais conhecido apenas como Joel (Rio de Janeiro, 23 de novembro de 1931 — Rio de Janeiro, 1 de janeiro de 2003), foi um futebolista brasileiro.

## Polemica ida para o Flamengo
Joel foi revelado aos 17 anos pelo Botafogo, em 1948, mas em 1950 foi para o Flamengo, pelo qual conquistou o tri-Campeonato Carioca de Futebol: 1953-1954-1955. O time de General Severiano acusava o Flamengo de aliciar o jogador e ameaçou romper relações com o mesmo. Diante das ameaças, os rubro-negros resolveram depositar para o Botafogo quantia de Cr$100 mil.

## Flamengo
Dentro de campo, o ponta-direita driblador, foi um dos destaques da equipe do Flamengo no decorrer da década de 50. Ao lado de Rubens, Índio, Zagallo e Evaristo de Macedo, formou o famoso rolo compressor do Flamengo, um dos maiores ataques da história do clube. Torcedor do Rubro-Negro desde pequeno, Joel sempre afirmou que jogar no Flamengo foi um sonho realizado.[carece de fontes?]
Tricampeão do Campeonato Carioca em 1953, 1954, e 1955, e campeão do Torneio Rio-São Paulo de 1961, Joel se destacava por seus cruzamentos em curva, e de vez em quando, na direção do gol, surpreendendo não só os zagueiros como os goleiros. Foi com cruzamentos assim que o ponta deu passes para dois dos três gols da equipe na final do Campeonato Carioca de 1954, contra o America. O histórico de Joel no Flamengo em suas duas passagens contabilizou 404 jogos com 244 vitórias, 74 empates e 86 derrotas, além de 115 gols.
Atuaria no futebol espanhol pelo Valencia e encerraria a carreira no Vitória da Bahia.

## Seleção Brasileira
Em 1957 foi convocado para a Seleção Brasileira de Futebol, e foi titular nos dois primeiros jogos da Copa do Mundo de 1958, quando foi substituído por Garrincha (assim como seu colega de Flamengo Dida foi substituído por Pelé).

## Morte
Joel faleceu na cidade do Rio de Janeiro, aos 71 anos de idade, vítima de problemas gastro-intestinais. Foi sepultado no Cemitério de São João Batista no bairro Botafogo.

## Títulos
Botafogo
- Campeonato Carioca: 1948

Flamengo
- Torneio Início: 1951,1952
- Copa Elfsborg: 1951
- Troféu Cidade de Arequipa: 1952
- Torneio Internacional de Lima: 1952
- Troféu Juan Domingo Perón: 1953
- Torneio Quadrangular de Curitiba: 1953
- Campeonato Carioca: 1953,1954, 1955
- Torneio Triangular do Rio de Janeiro: 1954
- Torneio Internacional do Rio de Janeiro: 1954
- Torneio Internacional Gilberto Cardoso: 1955
- Campeonato Carioca Aspirantes: 1955,1956
- Taça dos Campeões Estaduais: 1956
- Troféu Embaixador Oswaldo Aranha: 1956
- Taça Brasília: 1957
- Torneio Internacional do Morumbi: 1957
- Troféu Ponto Frio: 1957
- Troféu Almana Idrotts Klubben: 1957
- Torneio Qradrangular de Israel: 1958
- Troféu Sporting Club de Portugal: 1958
- Torneio Rio-São Paulo: 1961
- Troféu Magalhães Pinto: 1961
- Torneio Octogonal da Argentina: 1961
- Torneio Internacional de Verão do Uruguai: 1961
- Torneio Internacional da Tunisia: 1962

Seleção Brasileira
- Copa do Mundo: 1958

Vitória
- Campeonato Baiano 1964